# Écran radioluminescent à mémoire
Les écrans radio luminescents à mémoire (ERLM), appelés également écrans photostimulables ou plaques au phosphore photostimulables, sont aujourd'hui très largement utilisés dans le domaine de la radiologie / radiographie numérique (CR - Computed Radiography). Ils sont concurrencés par les capteurs plans numériques (Flat Panel). Ils se sont substitués aux films radiographiques argentiques dans la majorité des cabinets, laboratoires médicaux et hôpitaux. Ce sont des écrans souples réalisés aux formats des écrans « luminescents » conventionnels (ces derniers, appelés écrans renforçateurs, sont obligatoirement couplés avec des films argentiques sous le nom de couples écrans-film), et utilisables dans les mêmes cassettes. Ils ont la particularité de pouvoir stocker l'énergie transmise par les rayonnements ionisants, tels que les rayons X, dans une structure cristalline radiosensible. Par la suite, cette énergie est restituée par photostimulation laser.
Brièvement, le cycle d'utilisation d'un ERLM comporte trois expositions : une première exposition aux radiations ionisantes (X, gamma, ..) « écrit » l'image, une seconde exposition à un faisceau étroit de lumière visible (typiquement un laser HeNe) « lit » l'image ligne par ligne, et une dernière exposition à une lumière visible intense (typiquement plusieurs tubes néon) « efface » l'image en vue d'un nouveau cycle d'utilisation du même ERLM.

## Composition
L'ERLM est constitué d'une couche protectrice recouvrant une couche active de particules photoluminescentes mélangées dans un liant (la taille des grains est de l'ordre de 5 µm), qui est ensuite déposée sur un support opaque de polyéthylène.
Les particules photoluminescentes sont constituées de cristaux de fluoro-halogénure de baryum dopé avec une très faible concentration d'ions d’europium bivalents (BaFBr:Eu2+). Cette formule a été mise au point au début des années 1980 par Fujifilm (inventeur des ERLM, dénommés à l'époque « système FCR »). Elle s'inspire notamment du « phosphore » BaFCl:Eu2+ qui constitue la couche radiosensible des écrans « conventionnels » à émission de luminescence spontanée.

## Processus élémentaire

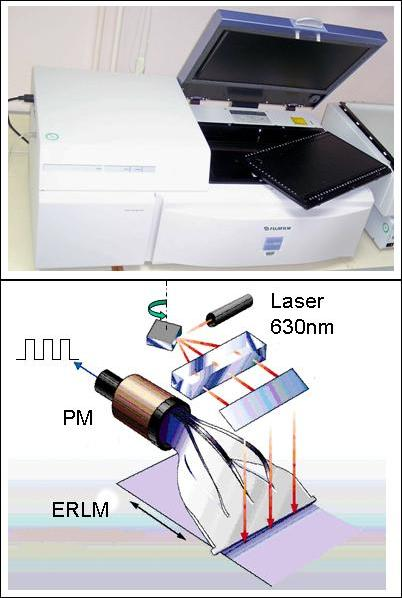
Scanner Fujifilm FLA7000 - Description du processus interne de lecture des écrans radioluminescents à mémoire (ERLM) au moyen d'un faisceau laser défléchi périodiquement par un miroir polygonal tournant. Les photons de luminescence sont canalisés par un guide de lumière vers le tube photomultiplicateur (PM).

Les rayonnements ionisants incidents génèrent dans le cristal dopé une avalanche d'excitons. Les ions d'europium bivalents jouent le rôle d'activateurs en libérant un électron dans la bande de conduction du cristal (Eu2+ ⇒ Eu3+). Ces porteurs de charge vont pour la plupart être piégés dans des sites métastables référencés sous le nom de « centres PSL ».  La concentration locale de centres PSL est proportionnelle à l'énergie déposée par les radiations. L'énergie ainsi stockée constitue l'image latente.
Après l'exposition, la lecture de l'image est réalisée au moyen d'un appareil numériseur (scanner) équipé d'un laser de longueur d'onde précise (habituellement dans le rouge, vers 635 nm) qui balaye la surface de l'écran. La plupart des électrons ainsi photostimulés sont libérés de leurs pièges et se recombinent en émettant un signal de luminescence (généralement dans le bleu, vers 390 nm).

La lumière est guidée vers un tube photomultiplicateur pour être à nouveau transformée en électrons. Le signal électrique est ensuite amplifié et numérisé par des composants électroniques. La matrice image obtenue par informatique, avec une taille minimale des pixels de l'ordre de 10 à 50 µm (selon la définition de l'imageur), est encodée sous le format DICOM, TIFF ou autres sur une profondeur typique de 2 à la puissance 16 niveaux de gris (soit sur 16 bits).
Après lecture, l'énergie résiduelle contenue dans les centres PSL qui n'ont pas été relaxés par le laser (soit 10 à 50 % des centres PSL) est totalement libérée par photostimulation en exposant l'écran à une lumière blanche intense (typiquement une rangée de tubes néons ou une lampe flash). L'ERLM ainsi réinitialisé peut être réutilisé des milliers de fois.

## Domaines d'application
Les ERLM sont utilisés pour détecter différents types de rayonnements ou particules, dans différents domaines de la physique nucléaire, tels qu'en radiologie médicale, en métrologie nucléaire ou en CND (Contrôle Non Destructif industriel). Pour la détection des particules bêta de faible énergie et les alpha, trop facilement atténués, l'ERLM généralement proposé par les fabricants est dépourvu de sa couche protectrice. En neutronographie, et plus généralement en détection neutronique, la couche active est enrichie de gadolinium afin d'augmenter son efficacité (on peut également se contenter de plaquer un écran à forte teneur en hydrogène devant un ERLM classique). Enfin, les ERLM sont sensibles à une grande gamme d'énergies de particules bêta et de rayonnements X ou gamma, comprise entre quelques KeV et plusieurs dizaines de MeV (au-delà d'énergies X et gamma de 200 KeV, c'est-à-dire pour des énergies à grand pouvoir de pénétration, il devient souhaitable d'utiliser un écran métallique à Z élevé plaqué devant l'ERLM pour améliorer son efficacité de détection : écrans Pb, Ta, qui favorisent la production d'électrons à faible pouvoir de pénétration). Ils sont efficaces et linéaires dans une très large dynamique d'exposition s'étendant des très bas niveaux de dose, tel que le rayonnement naturel, jusqu'à plusieurs Gray (la radio-résistance de la couche sensible est typiquement limitée à une dose absorbée de l'ordre d'une dizaine de Gray). Cette large dynamique de réponse linéaire à une exposition fait en sorte qu'une erreur sur les constantes d'exposition sera bien plus facilement tolérée par un ERLM que par un film argentique dont la courbe sensitométrique de type sigmoïde a une dynamique de 2 décades seulement.
Les ERLM et les scanners associés trouvent d'autres applications importantes, notamment en biologie moléculaire ou dans le domaine de la diffraction de rayons X.
La résolution des ERLM s'approche de celle obtenue avec les films argentiques dans la plupart des applications. À faible dose (< 1 mGy), nécessitant des films très rapides associés à des écrans renforçateurs, les images obtenues avec les ERLM sont généralement mieux résolues. À dose moyenne, la grande sensibilité et la dynamique linéaire importante des ERLM compense largement leur résolution limitée. À plus forte dose (> 1 Gy), certains films à simple émulsion permettent d'observer des détails plus fins et mieux contrastés (du fait de la non-linéarité du film).
Le processus de création d'une image confère d'autres avantages aux ERLM, vis-à-vis des films argentiques :
- Les ERLM peuvent être exposés à la lumière dès lors qu'aucune image latente n'est mémorisée dans leur couche sensible. Ceci rend le stockage des écrans et les manipulations aisées (exemple : chargement des cassettes). Lorsqu'une image est mémorisée, il n'est pas utile d'utiliser une chambre noire pour décharger la cassette : une intensité lumineuse inférieure à 10 lux, soit approximativement l'éclairement d'une nuit de pleine lune, est alors tolérée lors des manipulations qui ne doivent toutefois pas être trop longues (la plupart des fabricants proposent aujourd'hui, notamment pour la radiologie médicale, des appareils à déchargement et lecture automatique, ce qui évite toute manipulation à la lumière des écrans exposés) ;
- Aucun produit chimique n'est nécessaire durant le processus de création de l'image, ce qui supprime les coûts d'évacuation et de retraitement des déchets chimiques et préserve l'environnement ;
- Le format numérique des images permet une exploitation très élaborée et ciblée quasi immédiate, notamment au moyen de logiciels toujours plus performants de traitement rapide d'images et d'aide au diagnostic (CAD). Les images et résultats peuvent être partagés sur les réseaux informatiques (internet, DICOM) en vue de traitement, diagnostic, et d'archivage (PACS), intra ou extra-laboratoires/hôpitaux.

## Les numériseurs
Les appareils de lecture et numérisation des écrans fonctionnent avec différentes techniques de balayage laser selon les fabricants : lecture à plat des écrans avec un système optique constitué entre autres d'une tête de lecture se déplaçant dans les deux axes au-dessus de l'écran, ou bien avec un système de déflexion laser par miroir tournant, l'ERLM se déplaçant alors perpendiculairement à la direction de déflexion sur un chariot entraîné par un moteur pas à pas. L'ERLM peut être également enroulé dans un tambour, le système laser à miroir tournant se déplaçant alors à l'intérieur de ce dernier.
Les systèmes dédiés à la radiologie médicale sont parfois constitués d'un lecteur laser, d'un effaceur et d'une unité de chargement et déchargement automatique des cassettes, le tout intégré dans le bâti de radiographie des patients, afin de limiter les manipulations et augmenter ainsi le rendement.
Chaque fabricant propose généralement son propre logiciel de visualisation et traitement numérique des images selon l'application visée. L'intensité mesurée dans chaque pixel de la matrice image est exprimée en unité arbitraire (u. a.), en nombre de coups, ou bien en PSL (PhotoStimulated Luminescence) comme c'est le cas chez Fujifilm. La conversion dans ces unités est réalisée en usine, au sein même de l'appareil, après un étalonnage au moyen de sources ionisantes d'activité connue. En métrologie des flux de rayonnements ou de particules ionisantes, l'expression en niveaux de dose ou en nombre de photons ou particules incidents doit être réalisée par l'utilisateur lui-même, dans le logiciel, toujours au moyen de sources ionisantes d'activité connue (et en s'aidant parfois de codes de simulation numérique). Ces étalonnages concernent plutôt les chercheurs.